# Liparetrus crassus
Liparetrus crassus är en skalbaggsart som beskrevs av Britton 1980. Liparetrus crassus ingår i släktet Liparetrus och familjen Melolonthidae. Inga underarter finns listade i Catalogue of Life.